# Синхронна зйомка

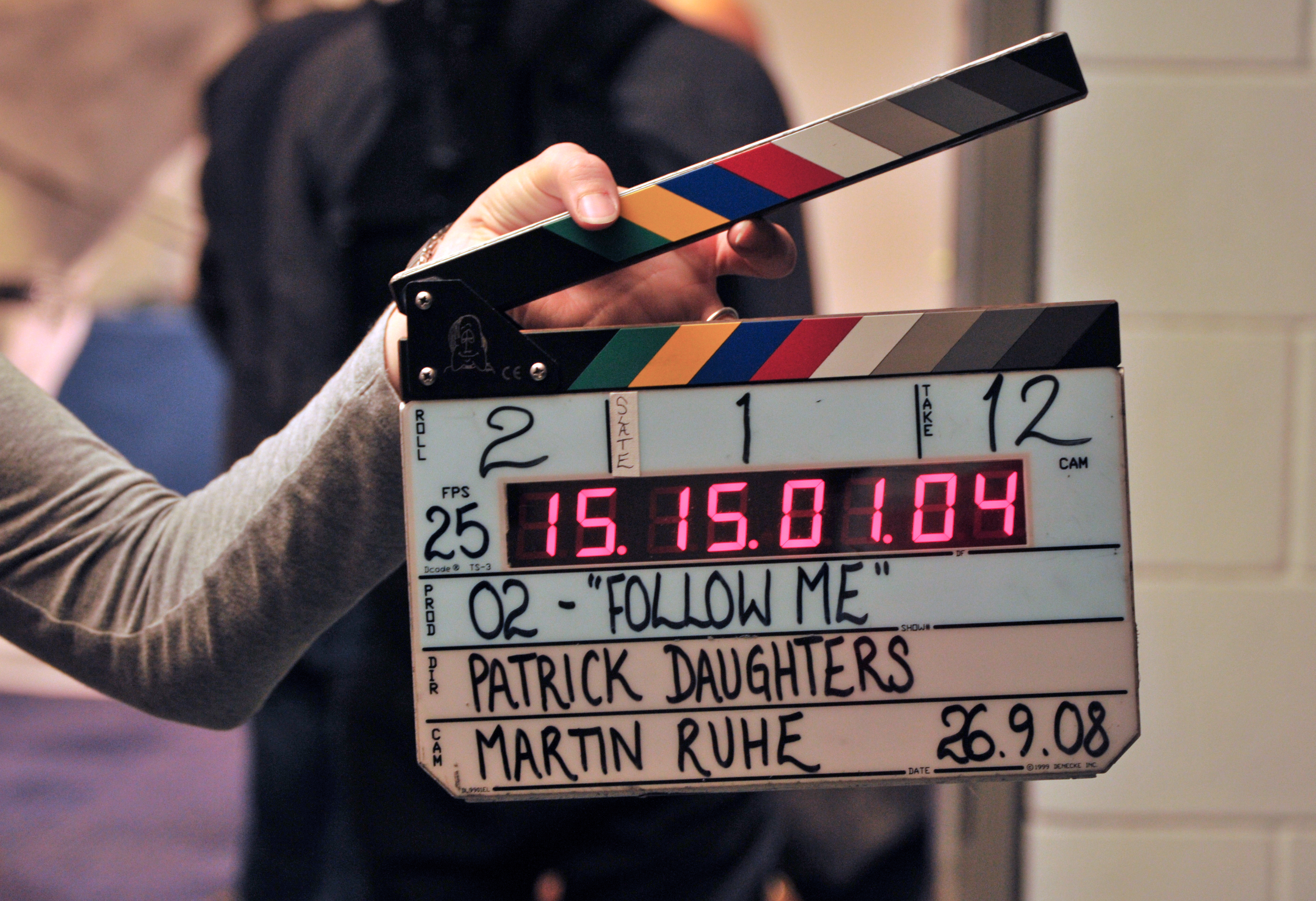
Хлопавка з індикатором часового коду

Синхронне знімання — процес у кінематографі та відеозаписі, при якому запис звуку здійснюється одночасно з фільмуванням зображення. У результаті синхронного знімання може бути отримана синхронна фонограма, яка точно збігається з екранною дією й артикуляцією персонажів фільму, які говорять. При неможливості синхронного знімання або недостатній якості отриманої фонограми вдаються до озвучення («тонування») фільму.

## Технологія
У кіно і на телебаченні заведено розрізняти два основних способи звукозапису: одночасний і роздільний. При першому способі поєднана фонограма записується на загальний носій із зображенням. Така технологія одержала поширення в відеозаписі та кінозніманні цифровою кінокамерою. При роздільному запису зображення і звук записуються на різних носіях, синхронізовані один з одним. Перший спосіб технологічно простіше, але пов'язаний з труднощами при роздільному монтажі фонограми і звуку, необхідному у професійному кінематографі й на телебаченні. Роздільна запис дозволяє монтувати звук і зображення незалежно один від одного, але вимагає ретельної синхронізації двох носіїв, пов'язаної з технологічними обмеженнями.

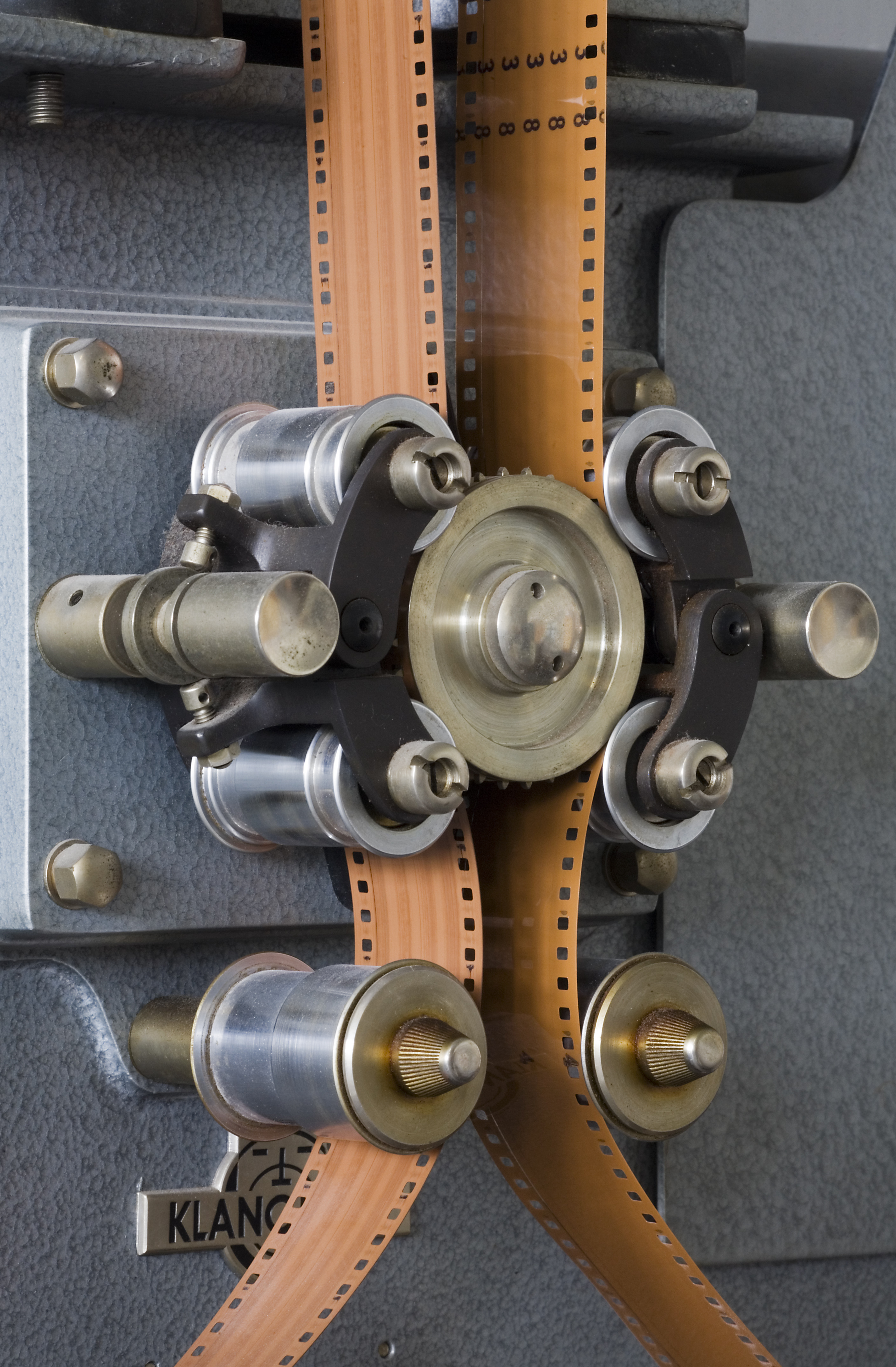
Стрічкопротяжний тракт магнітофону для 35-мм перфорованої магнітної стрічки зі синхронною фонограмою

Технології звукового кіно з'явилися тільки в кінці 1920-х років і за рідкісними виключеннями вони засновані на роздільному записі до теперішнього часу. У деяких випадках використовувався одночасний запис звуку на загальний разом із зображенням носіїв. На основі роздільного і одночасного запису в кіно відомі чотири основних способи синхронного знімання:

## Еволюція технологій синхронного знімання
Складність і громіздкість апаратури синхронного звукозапису перших десятиліть звукового кінематографа наклали серйозний відбиток на технологію синхронної зйомки. Громіздкість звукозаписної апаратури змушувала вести фільмування переважно в павільйоні та, з великими обмеженнями — на натурі. Поширення в кінці 1940-х років магнітного запису спростило технологію, виключивши прояв негативу фонограми, але апаратура не стала компактнішою через складнощі синхронізації. Більшість сцен з акторськими діалогами могли зніматися тільки в умовах павільйону в декораціях через громіздкість синхронних камер і звукозаписної апаратури з живленням від загального джерела змінного струму. Результатом стала повсюдна імітація більшості натурних сцен методами рір-проєкції або блукаючої маски в декораціях кіностудії. Сцени з діалогами акторів, які їдуть в автомобілі, купе поїзда або летять на літаку, знімалися в павільйоні на попередньо знятому тлі.
При необхідності синхронного знімання на натурі, якого ретельно уникали до початку 1960-х років, використовувалася звукозаписувальна апаратура, перевезена в спеціально обладнаних автомобілях чи автобусах — тонвагенах з автономним джерелом змінного струму для живлення приводів кінознімального і звукозаписного апаратів. Загальні, а часто і середні плани на натурі знімалися німим способом з наступним мовним і шумовим озвучуванням в студії. Лише поява портативних магнітофонів з неперфорованою магнітною стрічкою та записом сигналу пілот-тону позбавило звукове кіно необхідності студійного синхронного знімання.